# 野沢聡
野沢 聡（のざわ そう、1973年4月3日 - ）は、日本の舞台俳優、声優。東京都出身。

## 経歴
日本大学芸術学部演劇学科在籍中に小劇場を中心に学生演劇活動を行う。文学座付属演劇研究所卒業。以前は父・野沢那智が設立したオフィスPAC、吉本興業に所属していた。2022年2月1日より81プロデュースに所属。
2000年、東宝ミュージカル『エリザベート』のジュラ役でデビュー。

## 人物
趣味・特技は歌唱、スキー。
免許は普通自動車免許、普通二輪免許。
主に舞台俳優をメインとして活動している。父である那智の情熱的に取り組む姿を見てきたために、「中途半端な気持ちでやってはいけない」という理由から当初は声優活動は少なかったが、那智の没後は本格的に声優活動も開始した。
声優としては、アニメ、洋画吹き替え作品など数多く出演。
中村秀利には「発声が若いころの那智さんに似ている」と称されている。『ダイ・ハード/ラスト・デイ』ではジョン・マクレーンの息子ジャック役で出演し、『ゴッドファーザー』の舞台裏を描いたドラマ『ジ・オファー / ゴッドファーザーに賭けた男』では父が持ち役にしていたアル・パチーノの若き日の姿を演じている。

### 家族・親族
祖父は作家の陸直次郎、父は声優・演出家の野沢那智、母は女優の成瀬麗子。
妻は元女優の堀畑杏奈。2015年3月18日に男児誕生。
従姉にお笑いタレントの野沢直子、従弟にクリエイティブ・ディレクターの野澤直龍、縁戚に直子の娘である真珠・野沢オークレアーがいる。

## 出演
※太字は、主役・メインキャラクター。

### テレビドラマ
- マネーの天使〜あなたのお金、取り戻します!〜第11話（2016年、宇都宮研二）
- 真夜中の百貨店〜シークレットルームへようこそ〜第7話（2016年、男性客）

### 映画
- シン・ゴジラ[7]（2016年）

### 舞台
2000年
- エリザベート（ジュラ）
- シラノ・ザ・ミュージカル
- 翔べない金糸雀の唄

2001年
- くるみ割り人形（フランツ）

2002年
- ゴッドスペル
- 灰と砂
- モーツァルト!

2003年
- HONK! みにくいアヒルの子
- リボンの騎士（ブラッド）

2004年
- エディット・ピアフ（レーモン、プティ）

2005年
- ラプソディー（ラプソディーの男）

2006年
- ニューヨーク青春物語/アランとバディ（バディ）
- パウロ 2006（パウロ）
- ペテン師と詐欺師
- LOOT 〜薔薇と棺桶〜（デニス）

2007年
- マウストラップ（クリストファ・レン）
- 隣人

2008年
- カリィ〜炎の女カルメン〜（ヘンリー）
- 新説 おばこ旅館物語（田ノ倉日出男）
- 誰かが私を愛してる（阿部）
- プリズンホテル（木戸孝之介）
- ベイビーベイビー（文之）

2009年
- HONK!（キャット）

2011年
- 三銃士（アラミス）
- リューシストラテー・この町で

### テレビアニメ
2004年
- 陸奥圓明流外伝 修羅の刻（柳生左門友矩）

2014年
- 神撃のバハムート GENESIS（無法者C）
- ピンポン THE ANIMATION（木村）

2018年
- グランクレスト戦記（ディミトリエ）

2023年
- アンデッドガール・マーダーファルス（カイル）
- アイドルマスター ミリオンライブ！（主催者）

2024年
- 火狩りの王（監察官）
- 青の祓魔師 島根啓明結社篇（守衛）
- Unnamed Memory（2024年 - 2025年、クム） - 2シリーズ

2025年
- 華Doll*-Reinterpretation of Flowering-（医療スタッフB）
- ある魔女が死ぬまで（島民）

### 劇場アニメ
- 劇場版 TIGER & BUNNY -The Rising-（2014年、ブルーローズのファンの運転手）
- 劇場版gdgd妖精sっていう映画はどうかな…?（2014年、王様[15]）
- 大雪海のカイナ ほしのけんじゃ（2023年）
- BLOODY ESCAPE -地獄の逃走劇-（2024年、ヤクザ）

### Webアニメ
- T・Pぼん（2024年、従者）

### 吹き替え

#### 担当俳優
タイタス・バージェス
- アンブレイカブル・キミー・シュミット（2015年 - 2019年、タイタス・アンドロメドン）
- セットアップ: ウソつきは恋のはじまり（2018年、クリーピー・ティム）
- ルディ・レイ・ムーア（2019年、セオドア・トニー）
- アンブレイカブル・キミー・シュミット: キミーVS教祖（2020年、タイタス・アンドロメドン）

#### 映画
2000年
- 若草物語

2003年
- ワンス・アポン・ア・タイム・イン・チャイナ/理想年代

2011年
- アウェイク（ドラキュラ〈デヴィッド・ハーバー〉）
- マチェーテ（スナイパー〈シェー・ウィガム〉）

2013年
- キャプテン・フィリップス（ワリド・エルミ〈マハト・M・アリ〉）
- シェフ! 〜三ツ星レストランの舞台裏へようこそ〜（スタニスラス・マテール〈ジュリアン・ボワッスリエ〉）
- スモール・アパートメント ワケアリ物件の隣人たち（トミー・ボールズ〈ジョニー・ノックスヴィル〉）
- ダイ・ハード/ラスト・デイ（ジャック・マクレーン〈ジェイ・コートニー〉）

2014年
- アメリカン・ハッスル
- オールド・ボーイ（エイドリアン / 謎の男〈シャールト・コプリー〉）
- ガーディアンズ・オブ・ギャラクシー（ノバ操縦士2）
- ザ・ヘラクレス（イピクレス〈リアム・ギャリガン〉）
- トランスフォーマー/ロストエイジ（空軍男性）
- バック・トゥ・ザ・フューチャー（仲間2）※BSジャパン版
- 美女と野獣（ティエリ〈ウルフギャング・メナルディ〉）
- 42 〜世界を変えた男〜（ラルフ・ブランカ〈ハミッシュ・リンクレイター〉）
- プリティ・ワン たったひとつの恋とウソ。（チャールズ〈ロン・リビングストン〉）
- マンデラ 自由への長い道（ブライアン・ウィドレイク〈テオ・ランディ〉）
- ミスターGO!（借金取り）

2015年
- ジュラシック・ワールド（カタシ・ハマダ〈ブライアン・ティー〉）
- わたしに会うまでの1600キロ（ジョナサン〈ミキール・ハースマン〉）
- フライト・ゲーム（オースティン・ライリー〈コリー・ストール〉）
- ラスト・デイズ・オン・マーズ（ロバート・アーウィン〈ジョニー・ハリス〉）

2021年
- エクソシスト3（双子座殺人鬼〈ブラッド・ドゥーリフ〉）※Netflix版

2022年
- ヴォイジャー（リチャード〈コリン・ファレル〉）
- ジュラシック・ワールド/新たなる支配者（ジェフリー）
- サマリタン (サイラス〈ピルウ・アスベック〉)

2023年
- バトルフィールド・アース (タール〈ジョン・トラボルタ〉)

2024年
- ミアの事件簿: 疑惑のアーティスト

#### ドラマ
2010年
- チャームド 〜魔女3姉妹〜

2011年
- コールドケース7 ザ・ファイナル
- 分別と多感（エドワード〈ダン・スティーヴンス〉）
- リゾーリ&アイルズ ヒロインたちの捜査線

2012年
- グッド・ワイフ3
- 刑事ヴァランダー3 白夜の戦慄
- SMASH（マイケル・スウィフト）
- 続ハリーズ・ロー 裏通り法律事務所
- タイタニック 愛と偽りの航海
- PERSON of INTEREST 犯罪予知ユニット
- ボルジア家 愛と欲望の教皇一族（ホアン・ボルジア〈デヴィッド・オークス〉）

2013年
- シークレット・サークル
- SMASH（マイケル・スウィフト〈ウィル・チェイス〉）
- ユーリカ シーズン4
- 私はラブ・リーガル2（ウィル）

2014年
- キリング/26日間（ダレン・リッチモンド〈ビリー・キャンベル〉）
- ALMOST HUMAN/オールモスト・ヒューマン
- 名探偵ポワロ 象は忘れない（デスモンド・バートン＝コックス〈フェルディナンド・キングズレー〉）

2022年
- 運命の螺旋 (チャクラヴァルティ・サッカライ警部補〈カティル〉)
- ジ・オファー / ゴッドファーザーに賭けた男（アル・パチーノ〈アンソニー・イッポリート〉）
- ターミナル・リスト（ドニー・ミッチェル〈パトリック・シュワルツェネッガー〉）
- サーフェス〜ねじれた記憶〜（ジェームズ・エリス〈オリヴァー・ジャクソン＝コーエン〉）
- シー・ハルク:ザ・アトーニー（サラセン）

2023年
- 愛をこめて、キティより
- フォー・モア・ショット・プリーズ！ (アーミル・ワーシ医師〈ミリンド・ソマン〉)
- アフターパーティー
- ビロードのうさぎ

2024年
- コンステレーション
- アバター 伝説の少年アン
- 涙の女王（ホン・ボムソク〈パク・ユンヒ〉）

#### アニメ
- カンフー・パンダ ザ・シリーズ（カマキリ）
- くもりときどきミートボール2 フード・アニマル誕生の秘密（2013年、男性研究員）
- ミッキーのミニー救出大作戦（2014年）
- 劇場版 ムーミン 南の海で楽しいバカンス（2015年、海賊[21]）
- ジェイコブと海の怪物（2022年）
- きかんしゃトーマス めざせ!夢のチャンピオンカップ（2023年、フレデリコ）※配信・CS放送版
- きかんしゃトーマス（2024年、ベレスフォード[22]）

#### テレビ番組
- ノック! ノック! ようこそベアーハウス（2002年、ベアー〈歌〉）